# 잭슨 어빈
잭슨 알렉산더 어빈(Jackson Alexander Irvine, 1993년 3월 7일 ~ )은 2. 분데스리가 소속 팀인 FC 장크트파울리에서 활약하고 있는 오스트레일리아의 축구 선수이다. 그는 U-19 팀까지 스코틀랜드 축구 국가대표팀에서 활약하였지만, 이후 그는 오스트레일리아 축구 국가대표팀을 선택하였다.

## 국제 경력
어스빈은 처음에는 스코틀랜드의 U-19 대표팀에서 경기를 뛰었으나, 2011년 10월에 호주 대표팀에서 뛰는 것에 여전히 관심이 있다고 밝혔다. 아버지가 아버딘 출신이어서 스코틀랜드 대표팀에서 뛰는 것이 가능했지만, 2012년 9월에 원국인인 호주 대표팀에서 뛰기를 계속 희망한다고 다시 밝혔다. 2012년 10월 11일, 그는 포르투갈과의 친선 경기에서 호주 U-20 대표팀 데뷔를 하였다.
2013년 9월, 어스빈은 호주 대표팀에 처음으로 선발되어 두 경기에 참가하였다. 한 경기에서는 벤치에 앉아있었으며, 다른 경기에서는 후반 83분에 밀레 예디나크의 교체로 투입되어 캐나다를 상대로 3-0으로 승리하였다.
2018년 5월, 그는 러시아에서 열린 2018년 월드컵을 위해 호주 23인 대표팀에 이름을 올렸다.
2022년 11월, 그는 두 번째 월드컵 대표팀에 이름을 올렸으며, 프랑스와의 개막전에서 오른쪽 미드필더로 선발 출전하였다.
2023년 3월 28일, 어스빈은 도클랜즈 스타디움에서 열린 에콰도르와의 친선 경기에서 호주의 63번째 주장이 되었다.

## 수상

### 클럽
로스 카운티
- 스코틀랜드 리그 컵 : 2015–16[15]

### 개인
- 스코틀랜드 프리미어십 이 달의 선수: 2016년 3월[16]
- 버턴 앨비언 올해의 선수: 2016–17